# Rivoluzione permanente
La dottrina della rivoluzione permanente è una teoria marxista sulle dinamiche di trasformazione politico-sociale durante i processi rivoluzionari nei Paesi arretrati. 

## Storia
Sebbene essa sia strettamente associata a Lev Trockij, il richiamo alla rivoluzione permanente si trova per la prima volta negli scritti di Karl Marx e Friedrich Engels nell'immediato seguito delle loro direttive per il comitato centrale della Lega dei Comunisti (1848).
La tesi venne fatta propria da Trockij a partire da un suo articolo del 1905 sul quotidiano rivoluzionario Iskra, ispirato da Aleksandr L'vovič Parvus che a sua volta conosceva un articolo di Franz Mehring sulla Neue Zeit di quello stesso anno.

## Descrizione

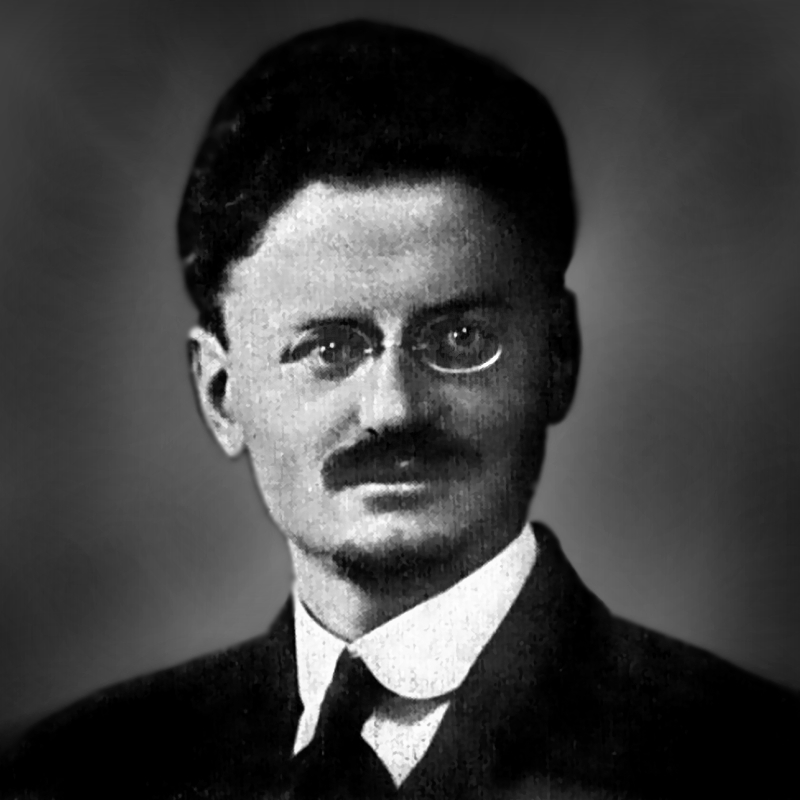
Lev Trockij

Il concetto di Trockij di rivoluzione permanente è basato sulla sua valutazione che nei Paesi arretrati il compimento della rivoluzione democratico-borghese non possa essere realizzato dalla borghesia stessa. Questo concetto fu inizialmente sviluppato in alcuni saggi e articoli raccolti nel 1905 in un libro dal titolo Bilanci e prospettive.
La rivoluzione permanente nel significato attribuitole da Marx è una rivoluzione che non transige con nessuna forma di dominazione di classe e che non si arresta alla fase democratica, ma passa alle misure socialiste e alla guerra aperta contro la reazione esterna, una rivoluzione di cui ogni fase è contenuta in germe nella fase precedente, una rivoluzione che si arresta solo avendo la totale liquidazione della società divisa in classi.
L'idea base della teoria di Trockij era che in Russia la borghesia non potesse portare a compimento una rivoluzione che istituisse la democrazia e risolvesse anche il problema della terra. Queste misure erano considerate essenziali per sviluppare economicamente la Russia e farla uscire completamente dal feudalesimo zarista. Egli deduceva perciò che la futura rivoluzione dovesse essere guidata dal proletariato, che non solo avrebbe dovuto compiere la rivoluzione democratico-borghese, ma avrebbe dovuto proseguire direttamente alla rivoluzione socialista. In questo senso la rivoluzione sarebbe stata permanente o ininterrotta.
Un concetto simile a questo è stato espresso in seguito da Vladimir Lenin (che pure aveva nei primi anni del secolo una posizione parzialmente diversa sulla questione) parlando di «trascrescenza della rivoluzione democratico-borghese» in rivoluzione socialista. Quest'ultima fu l'interpretazione ufficiale bolscevica della Rivoluzione d'ottobre almeno fino ai tardi anni venti. Trockij credeva inoltre che un nuovo Stato socialista non sarebbe stato capace di resistere contro la pressione del mondo capitalista ostile a meno che la rivoluzione socialista non si fosse rapidamente sviluppata anche negli altri Paesi. Dopo la morte di Lenin contro la tesi della rivoluzione permanente scese in campo Iosif Stalin, rompendo con la tradizione dei bolscevichi per cui il socialismo si sarebbe realizzato attraverso lo sforzo comune del proletariato mondiale. Secondo la fazione stalinista all'interno del Partito Comunista dell'Unione Sovietica in quel periodo non si poteva far altro che costruire il socialismo in un solo Paese entro il territorio dell'Unione Sovietica poiché questa era circondata da Stati capitalisti. La teoria di Trockij fu sviluppata come alternativa alla teoria socialdemocratica-menscevica (teoria degli stadi), secondo la quale le nazioni non sviluppate sarebbero dovute passare attraverso due distinte rivoluzioni: prima la rivoluzione borghese e poi quella socialista. Il concetto principale della teoria trockista è l'idea dell'espansione della rivoluzione socialista in tutto il mondo, sull'esempio di quella sovietica del 1917. Trockij sosteneva che la teoria formulata da Iosif Stalin del "socialismo in un solo paese" fosse una rottura con l'internazionalismo proletario. 
Dopo la Rivoluzione russa Trockij collegava l'involuzione autoritaria del Partito Comunista dell'Unione Sovietica all'isolamento internazionale dello Stato sovietico, costretto a dedicare energie alla difesa e a sopportare senza aiuti il peso dell'arretratezza. Secondo i trockijsti l'Unione Sovietica doveva dunque accelerare il processo di industrializzazione da un lato e dall'altro favorire l'estendersi del processo rivoluzionario nell'Occidente capitalistico, soprattutto nei Paesi più sviluppati. Trockij voleva esportare la rivoluzione nel mondo tramite l'Armata Rossa e i partiti comunisti degli altri Paesi. Diversi gruppi e partiti facenti riferimento al pensiero di Trockij hanno assunto nel loro programma le conclusioni della teoria della rivoluzione permanente. Il concetto principale della teoria trotskista è l'idea dell'espansione della rivoluzione socialista in tutto il mondo, sull'esempio di quella sovietica del 1917. Trockij sosteneva che la teoria formulata da Iosif Stalin del "socialismo in un solo paese" fosse una rottura con l'internazionalismo proletario. Per esempio, la teoria della rivoluzione permanente fu riconosciuta di fatto valida e declinata rispetto alla realtà spagnola da Joaquín Maurín, rivoluzionario marxista spagnolo e fondatore insieme ad Andrés Nin del Partito Operaio di Unificazione Marxista. In generale questa dottrina è stata contrastata e considerata una «deviazione» come tutto il pensiero trockijsta dalle organizzazioni di sinistra legate all'Unione Sovietica o alla Repubblica Popolare Cinese.
Inoltre, la piattaforma muoveva critiche ai risultati della NEP, il sistema a economia mista in vigore dal 1921, che Stalin e Bucharin, con il quale si era intanto alleato, ritenevano prematuro abolire per passare immediatamente, nel 1924, a un sistema collettivo pianificato, che sarà infatti attuato soltanto nel 1928. Trockij, Zinov'ev, Kamanev e altri dirigenti firmatari della piattaforma chiedevano, al contrario, la repentina abrogazione della NEP e l'avvio del processo di rapida industrializzazione. Per controbattere la tesi troskista della Rivoluzione permanente, Stalin elaborò la tesi del Socialismo in un solo paese, che riteneva che l'Unione Sovietica fosse già eccessivamente provata da un lungo sforzo bellico, iniziato nel 1914 con la prima guerra mondiale e terminato nel 1922 con la fine della Guerra civile. Pertanto, secondo l'analisi che Stalin contrappose a Trockij, l'URSS era in ginocchio, con il tessuto economico interamente da ricostruire, e quindi non si trovava nelle condizioni né di intraprendere una nuova guerra rivoluzionaria contro le potenze capitalistiche, né di costruire immediatamente un'economia totalmente socialista. Occorreva, secondo Stalin, applicare il marxismo al particolare contesto russo dell'epoca, cercando un dialogo con le altre nazioni e concentrando tutte le energie all'interno, per aumentare la produzione agricola, avviare l'industrializzazione rapida, riorganizzare l'esercito, urbanizzare e alfabetizzare il paese. La tesi di Stalin sul reale stato di debolezza dell'Unione Sovietica era molto realistica, rispetto a quella di Trockij, perché si basava sulla recente esperienza della Guerra sovietico-polacca, in cui, nel giugno 1922, il fronte dell'Armata Rossa era stato piegato e messo in rotta dalla controffensiva della cavalleria polacca, che aveva determinato una pesante sconfitta e la perdita dei territori polacchi ex zaristi.
In sintesi, la rivoluzione permanente implica:
Continuità della lotta rivoluzionaria:
Non un singolo evento, ma un processo ininterrotto di trasformazione. 
Estensione internazionale:
La rivoluzione non può limitarsi a un singolo paese, ma deve estendersi ad altri, specialmente quelli più avanzati. 
Radicalità delle trasformazioni:
Si mira a un cambiamento profondo e radicale della società, non solo a livello politico, ma anche economico e sociale. 
Contrasto al riformismo:
La rivoluzione permanente si contrappone a un approccio gradualista e riformista alla trasformazione sociale.